# Šindžú ten no Amidžima (film)
Šindžú ten no Amidžima (japonsky 心中天網島, česky Sebevražda milenců v Amidžimě) je japonský  historický dramatický film režiséra japonské nové vlny Masahira Šinody z roku 1969 na motivy stejnojmenné Čikamacuovy loutkové a kabuki divadelní hry z roku 1720.
Z bunraku snímek nevychází pouze námětem a experimentuje s prvky loutkohry – postavy několikrát zamrznou jako loutky, kulisy jsou vysoce stylizované, zdobené ukijo-e a abstraktními kaňkami, a důležitou narativní i symbolickou roli hrají od hlavy k patě v černém odění loutkáři a kulisáci kuroko. V hlavních rolích milenců se představili filmový a divadelní herec Kičiemon Nakamura II. a herečka Šima Iwašitaová, Šinodova manželka. Na scénáři se podílel hudební skladatel Tóru Takemicu.

## Zápletka
V úvodní scéně loutkáři připravují loutky a jeviště a režisér Šinoda volá scenáristce Taeko Tomiokaové a domlouvají se na místě a průběhu tragického skonu milenců, papírníka Džiheie (Kičiemon Nakamura II.) a prostitutky Koharu (Šima Iwašitaová). Džihei není šťastný s manželkou Osan, (také Iwašitaová), která je jeho sestřenicí a s níž má dvě děti, ale nemá dostatek peněz na vykoupení Koharu z nevěstince, na rozdíl od bohatého kupce Taheie (Hósei Komacu), který si proto Džiheie dobírá. Milenci se v bezvýchodné situaci domluví na útěku a sebevraždě. Do tohoto plánu se snaží zasáhnout Osan a Džiheiův bratr Magoemon (Júsuke Takita), který v přestrojení za samuraje Koharu navštíví a snaží se jí domluvit. Koharu, která cítí hluboký respekt k Osan, předstírá před Džiheiem, že ho nemiluje. Džihei se zlomeným srdcem odchází domů a odpřisáhne tetě a zároveň tchyni (Šizue Kawarazakiová), že se bude věnovat rodině a podniku.
Osan se svěří Džiheiovi, že Koharu předstírala lhostejnost kvůli dopisu od ní a rozhodně se zastavit vzácná kimona z věna, aby odvrátila Taheiovo vykoupení Koharu a její sebevraždu. To překazí otec Osan Gozaemon (Joši Kató), který nařídí Džiheiovi, aby se s ní rozvedl a odvleče Osan domů. Zoufalý Džihei poboří kulisy, které tvoří jejich dům a odchází za Koharu. Společně utíkají nočním městem, nejdříve na hřbitov, kde se spolu mezi hroby naposledy milují. Oba si ustřihnou vlasy, čímž se stanou mnichem a jeptiškou a zpřetrhají vazby ve světě živých. Za úsvitu Džihei na břehu řeky přetne Koharu krční tepnu, odváže z jejího kimona ozdobný pás a odchází na násep, kde mu kuroko, stejně bezmocní jako divák, pomohou se na něm oběsit z brány torii. Každý umírá sám a spolu jsou až jejich bezvládná těla ve vyschlém korytě řeky na posledním záběru.

## Obsazení
| Kičiemon Nakamura II. | Džihei                  |
| Šima Iwašitaová       | Koharu, Osan            |
| Júsuke Takita         | Džiheiův bratr Magoemon |
| Hósei Komacu          | kupec Tahei             |
| Šizue Kawarazakiová   | matka Osan              |
| Joši Kató             | otec Osan Gozaemon      |